# Harley Quinn (canción)
«Harley Quinn» es una canción de la banda regional mexicana estadounidense Fuerza Regida y el productor compatriota de música electrónica Marshmello. Fue lanzada originalmente el 20 de octubre de 2023 y lanzado como sencillo ese mismo año el 14 de diciembre a través de Sony Music Latin y Street Mob, siendo el octavo sencillo y decimoquinta pista del álbum de los primeros Pa las baby's y belikeada y el quinto sencillo y última pista del álbum de este último Sugar Papi.

## Composición
La canción fusiona la música regional mexicana con música house y EDM. La canción fue producida por Marshmello, el vocalista principal del primero, Jesús Ortíz Paz, Miguel Armenta, Ángel Tumbado y Munk, mientras que la canción fue escrita por Jesús Ortíz Paz, Jesús Rodríguez Jr., Jonathan Caro, Miguel Armenta, Moises López y Osbaldo Sánchez.

## Video musical
Se subió un video musical oficial a YouTube el 14 de diciembre de 2023 en el canal oficial de Fuerza Regida. El video fue dirigido por Justice Silvera y producido por Mike Breslauer. El video muestra, en diferentes marcas de tiempo, a ambos artistas de fiesta, a Marshmello vestido de charro y como árbitro en un ring de lucha libre, a Jesús Ortíz Paz de Fuerza Regida en un vehículo policial y a este mismo disparando piñatas con su pareja.

## Desempeño comercial
En el fin de semana del 11 de noviembre de 2023, la canción se convirtió en la segunda canción más reproducida en México en Spotify, detrás de «Qué onda», convirtiéndose luego en la canción más reproducida en la región durante la semana siguiente. Días después del lanzamiento de Pa las baby's y belikeada, se convirtió en la sexta canción más reproducida en Apple Music en México.
La canción alcanzó el puesto número uno en la lista de Billboard Mexico Songs y el número 40 en el Billboard Hot 100 de Estados Unidos. También alcanzó el puesto número dos en Hot Latin Songs y el número 14 en el Billboard Global 200.

## Posicionamiento en listas
| Lista (2023)                        | Mejor posición |
| ----------------------------------- | -------------- |
| Honduras (Monitor Latino)           | 10             |
| El Salvador (Monitor Latino)        | 5              |
| Global 200 (Billboard)              | 14             |
| México (Billboard)                  | 1              |
| EE. UU. Billboard Hot 100           | 40             |
| EE. UU. Hot Latin Songs (Billboard) | 2              |